# Chrysochlamys nicaraguensis
Chrysochlamys glauca es una especie de arbusto de la familia de las clusiáceas. Es originaria del noroeste de Sudamérica. Las hojas grandes y brillantes con nervios laterales muy distantes ayudan a distinguir esta especie.

## Descripción
Son arbustos o árboles que alcanzan los 3–8 m de alto, con látex claro. Las hojas elípticas a obovado-oblongas, de 14–25 (–27) cm de largo y 6–10 (–12.5) cm de ancho, el ápice agudo a redondeado y apiculado, base aguda a acuminada, con los nervios laterales a 1.5–4 cm de distancia, grises o amarillo-verdosas cuando secas; los pecíolos de 1.5–4 cm de largo. Las inflorescencias de 3–19 cm de largo, generalmente erectas, con yemas florales de 5–7 mm de largo; el par exterior de sépalos más o menos iguales entre sí y más cortos que los internos; anteras de los estambres y estaminodios casi tan anchas como largas. El fruto es obovoide a globoso, de 1.5–3 cm de largo, rosado-verdoso a rojo.

## Distribución y hábitat
Es una especie rara que se encuentra en los márgenes de pantanos y bosques muy húmedos, en el sur de la zona atlántica; a una altitud de  0–100 metros; florece en enero–septiembre, fructifica en julio–febrero en Nicaragua y al noroeste de Sudamérica en Costa Rica y Panamá.

## Sinonimia
- Tovomitopsis nicaraguensis Oerst. et al.;
- Tovomita nicaraguensis (Oerst. et al.) L.O. Williams;
- Chrysochlamys pauciflora Standl.
- Chrysochlamys standleyana L.O.Williams
- Tovomitopsis standleyana (L.O. Williams) D'Arcy[2]